# Isabella Stewart Campbell
Isabella Stewart Campbell, eller Iseabail ni Mheic Cailein, född 1460, död 1510, var en skotsk poet. Hon tillhörde diktarna inom den klassiska bardiska poesin. 